# Migdal
Migdal (hebr. מגדל) – samorząd lokalny położony w Dystrykcie Północnym, w Izraelu. Miasteczko jest położone na zachodnim brzegu Jeziora Tyberiadzkiego, w odległości około 5 km na północ od Tyberiady, w Galilei.

## Nazwa
Nazwa pochodzi od hebrajskiego słowa migdal – twierdza, zamek lub wieża. W Talmudzie można odnaleźć nazwę Migdal Nunaja (hebr. wieża rybna) odnoszącą się do tej miejscowości. W starożytności używano także nazwy greckiej Tarichea (gr. solone ryby).

## Historia
W starożytności istniało tutaj miasto Magdala, które w tradycji chrześcijańskiej jest uważane za miejsce urodzenia nowotestamentalnej Marii Magdaleny (por. Łk 8,2, Mk 16,9). Miasto było wówczas ważnym ośrodkiem rybołówstwa na Jeziorze Tyberiadzkim. Józef Flawiusz pisze o nim jako o mieście całkowicie zhellenizowanym, liczącym w I wieku 4000 mieszkańców. W czasie powstań żydowskich przeciwko Rzymianom było oblegane i zdobywane przez wojska Wespazjana i Tytusa. Żydowscy bojownicy znaleźli wówczas schronienie w niezliczonych jaskiniach położonych w wadi el-Hammam (dolina), na zachód od obecnego Migdal.
W XII wieku krzyżowcy wybudowali tutaj kościół, który wznieść miano na miejscu domu Marii Magdaleny. Później miasteczko popadło w ruinę i brak o nim jakichkolwiek informacji.

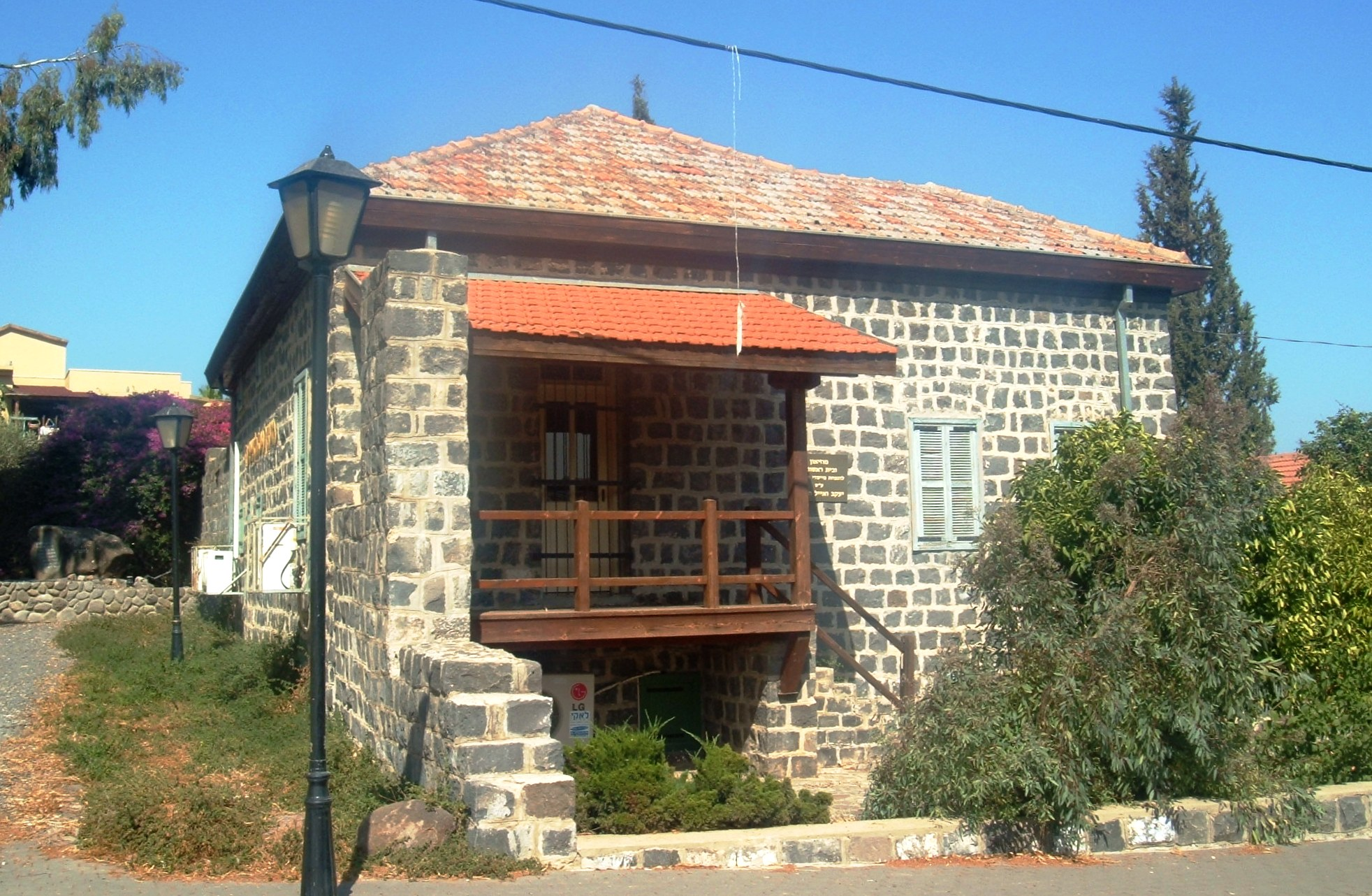
Dom pierwszych założycieli współczesnej osady Migdal

Nowożytna historia tej osady rozpoczęła się od grupy katolickich Niemców, którzy w 1908 wskazali to miejsce jako prawdopodobne miejsce narodzin Marii Magdaleny. Po około roku wyprowadzili się i odsprzedali ziemię syjonistom z Rosji. Współczesna osada została założona w 1910 przez żydowskich imigrantów z Rosji, którzy założyli tutaj gospodarstwo rolnicze nazwane Achuzzat Moskwa (pol. Majątek Moskwa). Po kilku latach gospodarstwo upadło, a ziemię sprzedano prywatnym żydowskim inwestorom.
W latach 1923–1924 nastąpiło ponowne założenie osady, która przetrwała do czasów współczesnych. Status samorządu lokalnego otrzymała w 1949.

## Archeologia
W 1971 prace wykopaliskowe przeprowadzili archeolodzy włoscy Virgilio Corbo i Stanislao Loffreda z Franciszkańskiego Studium Biblijnego w Jerozolimie. Prace prowadzono w okolicach dzisiejszej posiadłości franciszkanów, gdzie jeszcze przed 1948 rokiem widoczne były pozostałości muzułmańskiej osady Maisdal. Odnaleziono antyczne zabudowania, groby i kamienne sarkofagi. Franciszkańscy archeolodzy odnaleźli pozostałości bizantyńskiego klasztoru, rzymskiego akweduktu z wieżą oraz przypuszczalnie synagogę.
Latem 1986 roku, na dnie Jeziora Tyberiadzkiego w pobliżu osady natrafiono na łódź z czasów Jezusa.

## Demografia
Zgodnie z danymi Izraelskiego Centrum Danych Statystycznych w 2006 roku w osadzie żyło 1,4 tys. mieszkańców.
Populacja osady pod względem wieku (dane z 2006):
| Wiek (w latach) | Procent populacji |
| --------------- | ----------------- |
| 0-4             | 9,3%              |
| 5-9             | 9,0%              |
| 10-14           | 8,1%              |
| 15-19           | 6,2%              |
| 20-29           | 17,0%             |
| 30-44           | 20,4%             |
| 45-59           | 20,9%             |
| ponad 60        | 9,0%              |

Źródło danych: Central Bureau of Statistics.

## Edukacja i nauka
Ważnym ośrodkiem badań naukowych jest Laboratorium Limnologiczne Kinneret (ang. The Kinneret Limnological Laboratory), które należy do Izraelskiego Instytutu Oceanograficznego. Prowadzi ono badania nad fauną i florą Jeziora Tyberiadzkiego.
W Migdal znajduje się także chasydzka uczelnia (Chabad-Lubawicz) Beit Hakneset.

## Gospodarka
Gospodarka osady opiera się na sadownictwie i obsłudze ruchu turystycznego. Migdala jest punktem wyjściowym do wycieczek po malowniczym otoczeniu Jeziora Tyberiadzkiego, miejscowe hotele oferują dobre warunki z basenami kąpielowymi. Do położonego tutaj Galilee Service Center przyjeżdżają chrześcijanie z całego świata.
Swoją siedzibę mają tutaj także: przedsiębiorstwo budowlane Roshrosh M.P. Building & Development Ltd oraz firma hi-tech Priortech Ltd.

## Komunikacja
Przy miejscowości przebiega droga nr 90  (Metulla-Ejlat).